# Brandon Starc
Brandon Starc (Sydney, 24 novembre 1993) è un altista australiano.

## Palmarès
| Anno | Manifestazione            | Sede           | Evento        | Risultato | Prestazione | Note                                     |
| ---- | ------------------------- | -------------- | ------------- | --------- | ----------- | ---------------------------------------- |
| 2010 | Giochi olimpici giovanili | Singapore      | Salto in alto | Argento   | 2,19 m      | Miglior prestazione personale            |
| 2012 | Mondiali juniores         | Barcellona     | Salto in alto | 6º        | 2,17 m      |                                          |
| 2013 | Mondiali                  | Mosca          | Salto in alto | 25º (q)   | 2,17 m      |                                          |
| 2014 | Giochi del Commonwealth   | Glasgow        | Salto in alto | 8º        | 2,21 m      |                                          |
| 2015 | Mondiali                  | Pechino        | Salto in alto | 12º       | 2,25 m      |                                          |
| 2016 | Giochi olimpici           | Rio de Janeiro | Salto in alto | 15º       | 2,20 m      |                                          |
| 2018 | Giochi del Commonwealth   | Gold Coast     | Salto in alto | Oro       | 2,32 m      | Miglior prestazione personale            |
| 2019 | Mondiali                  | Doha           | Salto in alto | 6º        | 2,30 m      | Miglior prestazione personale stagionale |
| 2021 | Giochi olimpici           | Tokyo          | Salto in alto | 5º        | 2,35 m      | Record nazionale                         |
| 2022 | Giochi del Commonwealth   | Birmingham     | Salto in alto | Argento   | 2,25 m      |                                          |
| 2023 | Mondiali                  | Budapest       | Salto in alto | 8°        | 2,25 m      |                                          |
| 2024 | Giochi olimpici           | Parigi         | Salto in alto | 13º (q)   | 2,24 m      |                                          |

## Altre competizioni internazionali
2018
- Argento in Coppa continentale ( Ostrava), salto in alto - 2,30 m
- Vincitore della Diamond League nella specialità del salto in alto